# Cirriemblemaria lucasana
Cirriemblemaria lucasana är en fiskart som först beskrevs av Stephens, 1963.  Cirriemblemaria lucasana ingår i släktet Cirriemblemaria och familjen Chaenopsidae. IUCN kategoriserar arten globalt som livskraftig. Inga underarter finns listade i Catalogue of Life.